# Estación San Pedro (Santiago del Estero)
San Pedro es una estación de ferrocarril en la localidad de San Pedro de Guasayán, en el límite entre las provincias de Santiago del Estero y Catamarca, en Argentina.

## Servicios
No presta servicios de pasajeros, sólo de cargas. Sus vías corresponden al Ramal CC del Ferrocarril General Belgrano. Sus vías e instalaciones están a cargo de la empresa estatal Trenes Argentinos Cargas.

## Imágenes

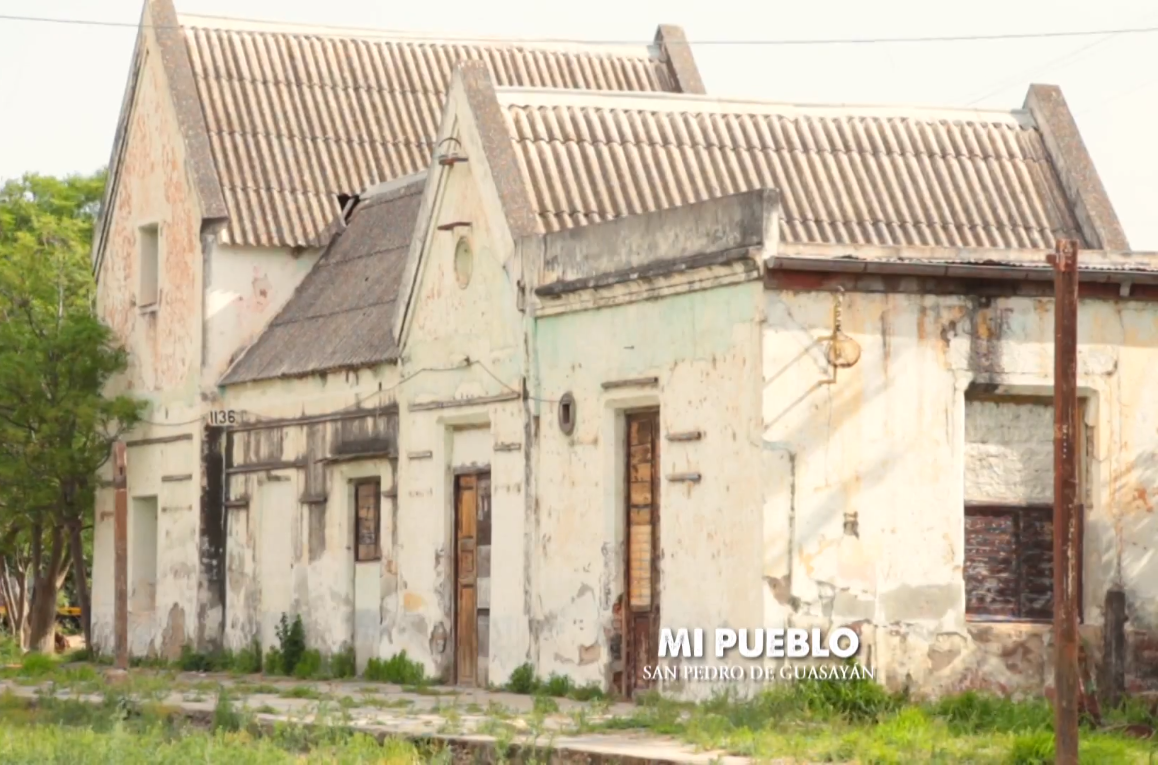
Viejo edificio de la estación